# Muharrem Candaş
Muharrem Candaş (ur. w 1921 w Izmirze, zm. 19 października 2009 tamże) – turecki zapaśnik walczący w obu stylach. Olimpijczyk z Londynu 1948, gdzie zajął czwarte miejsce w kategorii 87 kg.
Mistrz świata w 1950. Wicemistrz Europy w 1949 i trzeci w 1946 roku.